# Fantasy Filmfest 1989
Das 3. Fantasy Filmfest (1989) fand in der Zeit vom Mittwoch, dem 15. März, bis Sonntag, dem 19. März 1989, im Metropolis Kino am Dammtor, im Alabama Kino und in der Markthalle in Hamburg, sowie erstmals auch vom 18. Oktober bis Sonntag, dem 22. Oktober 1989, im CINEMA-Filmtheater in München statt. Es bot eine Zusammenstellung von Klassikern aus den verschiedenen Genres des phantastischen Films sowie Welturaufführungen und Produktionen in deutscher Erstaufführung.

## Liste der gezeigten Filme
| Originaltitel                          | Deutscher Titel                             | Land                   | Jahr | Regisseur              | Hamburg | München | Sparte                |
| -------------------------------------- | ------------------------------------------- | ---------------------- | ---- | ---------------------- | ------- | ------- | --------------------- |
| Altered States                         | Der Höllentrip                              | USA                    | 1980 | Ken Russell            | X       | -       | Die Filme             |
| Apprentice to Murder                   | Die Nacht der Dämonen                       | USA                    | 1988 | Ralph L. Thomas        | X       | X       | Die Filme             |
| Bad Taste                              | Bad Taste                                   | Neuseeland             | 1987 | Peter Jackson          | X       | X       | Horror Double Feature |
| Barbarella                             | Barbarella                                  | Frankreich, Italien    | 1968 | Roger Vadim            | X       | X       | Die Filme             |
| The Bat                                | Das Biest                                   | USA                    | 1959 | Crane Wilbur           | X       | -       | Kings of the B’s      |
| The Beast From 20,000 Fathoms          | Panik in New York                           | USA                    | 1953 | Eugène Lourié          | X       | -       | Kings of the B’s      |
| The Brain from Planet Arous            | Die Augen des Satans                        | USA                    | 1957 | Nathan Juran           | X       | -       | Kings of the B’s      |
| A Bucket of Blood                      | Das Vermächtnis des Professor Bondi         | USA                    | 1959 | Roger Corman           | X       | -       | Kings of the B’s      |
| Daughter of Dr. Jekyll                 | Die Totengruft des Dr. Jekyl                | USA                    | 1957 | Edgar G. Ulmer         | X       | -       | Kings of the B’s      |
| Dead Heat                              |                                             | USA                    | 1988 | Mark Goldblatt         | X       | -       | Horrorscope           |
| Die, Monster, Die! / Monster of Terror | Das Grauen auf Schloß Witley                | Großbritannien, USA    | 1965 | Daniel Haller          | X       | X       | Kings of the B’s      |
| Dolls                                  |                                             | USA                    | 1987 | Stuart Gordon          | X       | -       | Die Filme             |
| The Dunwich Horror                     | Voodoo Child                                | USA                    | 1970 | Daniel Haller          | X       | X       | H.P. Lovecraft        |
| Erik the Viking                        | Erik der Vikinger                           | Großbritannien         | 1989 | Terry Jones            | X       | X       | Die Filme             |
| Der Fluch                              |                                             | Deutschland            | 1988 | Ralf Huettner          | X       | X       | Überraschungsfilm     |
| Pet Sematary                           | Friedhof der Kuscheltiere                   | USA                    | 1989 | Mary Lambert           | X       | X       | Eröffnungsfilm        |
| Gothic                                 | Gothic                                      | Großbritannien         | 1986 | Ken Russell            | X       | -       | Die Filme             |
| The Gruesome Twosome                   |                                             | USA                    | 1967 | Herschell Gordon Lewis | X       | -       | Die Filme             |
| Harlequin                              | Harlekin                                    | Australien             | 1980 | Simon Wincer           | X       | -       | Horrorscope           |
| Haunted Summer                         | Schwarzer Sommer                            | USA                    | 1988 | Ivan Passer            | X       | X       | Die Filme             |
| Heartstopper                           |                                             | Großbritannien         | 1989 | John A. Russo          | X       | X       | Die Filme             |
| Hellbound: Hellraiser II               | Hellbound – Hellraiser II                   | Großbritannien, USA    | 1988 | Tony Randel            | X       | -       | Die Filme             |
| The Hidden                             | The Hidden – Das unsagbar Böse              | USA                    | 1987 | Jack Sholder           | X       | -       | Die Filme             |
| The Hills Have Eyes                    | Hügel der blutigen Augen                    | USA                    | 1977 | Wes Craven             | X       | -       | Wes Craven Doppel     |
| The Hills Have Eyes Part II            | Im Todestal der Wölfe                       | USA                    | 1985 | Wes Craven             | X       | -       | Wes Craven Doppel     |
| Honey, I Shrunk the Kids               | Liebling, ich habe die Kinder geschrumpft   | USA                    | 1989 | Joe Johnston           | X       | X       | Die Filme             |
| El Aullido del diablo                  | Howl of the Devil                           | Spanien                | 1988 | Paul Naschy            | X       | X       | Die Filme             |
| I was a Teenage Zabbadoing             | Vampyros Sexos                              | Österreich             | 1988 | Carl Andersen          | X       | -       | Die Filme             |
| Invasion of the Body Snatchers         | Die Dämonischen                             | USA                    | 1956 | Don Siegel             | X       | -       | Die Filme             |
| The Killer Shrews                      | Die Nacht der unheimlichen Bestien          | USA                    | 1959 | Ray Kellogg            | X       | -       | Kings of the B’s      |
| King of the Zombies                    | Herr der Zombies – Insel der lebenden Toten | USA                    | 1941 | Jean Yarbrough         | X       | -       | Zombies vs Nazis      |
| The Lair of the White Worm             | Der Biss der Schlangenfrau                  | Großbritannien         | 1988 | Ken Russell            | X       | -       | Die Filme             |
| Laurin                                 |                                             | Ungarn, Deutschland    | 1989 | Robert Sigl            | X       | X       | Die Filme             |
| Born of Fire                           | Die Macht des Feuers                        | Großbritannien         | 1987 | Jamil Dehlavi          | X       | -       | Die Filme             |
| Monkey Shines                          | Der Affe im Menschen                        | USA                    | 1988 | George A. Romero       | X       | X       | Die Filme             |
| The Nanny                              | War es wirklich Mord?                       | Großbritannien         | 1965 | Seth Holt              | X       | X       | Mörderische Frauen    |
| The Navigator: A Medieval Odyssey      | Der Navigator                               | Neuseeland, Australien | 1988 | Vincent Ward           | X       | -       | Die Filme             |
| Night Life                             | Nightlife                                   | USA                    | 1989 | David Acomba           | X       | X       | Die Filme             |
| Not of This Earth                      | Der Vampir aus dem All                      | USA                    | 1988 | Jim Wynorski           | X       | -       | Die Filme             |
| Opera                                  | Terror in der Oper                          | Italien, USA           | 1987 | Dario Argento          | X       | X       | Die Filme             |
| Paperhouse                             | Paperhouse – Albträume werden wahr          | Großbritannien         | 1988 | Bernard Rose           | X       | X       | Überraschungsfilm     |
| Phantom of the Ritz                    |                                             | USA                    | 1988 | Allen Plone            | X       | X       | Die Filme             |
| War of the Satellites                  | Planet der toten Seelen                     | USA                    | 1958 | Roger Corman           | X       | -       | Die Filme             |
| Terrore nello spazio                   | Planet der Vampire                          | Italien, Spanien       | 1965 | Mario Bava             | X       | X       | S.F. Double Feature   |
| Rabid Grannies                         | Rabid Grannies                              | Belgien, Frankreich    | 1988 | Emmanuel Kervyn        | X       | X       | Die Filme             |
| Rawhead Rex                            | Rawhead Rex                                 | USA                    | 1986 | George Pavlou          | X       | -       | Horrorscope           |
| Return of the Killer Tomatoes!         | Die Rückkehr der Killertomaten              | USA                    | 1988 | John De Bello          | X       | -       | Horrorscope           |
| Revenge of the Zombies                 |                                             | USA                    | 1943 | Steve Sekely           | X       | -       | Zombies vs Nazis      |
| The Tragedy of Macbeth                 | Macbeth                                     | USA, Großbritannien    | 1971 | Roman Polański         | X       | X       | Die Filme             |
| The Blood of Heroes                    | Die Jugger – Kampf der Besten               | Australien, USA        | 1989 | David Webb Peoples     | X       | X       | Die Filme             |
| The Screaming Skull                    | Das Geheimnis des schreienden Schädels      | USA                    | 1958 | Alex Nicol             | X       | -       | Die Filme             |
| Shock Waves                            | Shock Waves – Die aus der Tiefe kamen       | USA                    | 1977 | Ken Wiederhorn         | X       | -       | Die Filme             |
| The Shuttered Room                     | Die verschlossene Tür                       | Großbritannien         | 1967 | David Greene           | X       | X       | H.P. Lovecraft        |
| Society                                | Dark Society                                | USA                    | 1989 | Brian Yuzna            | X       | X       | Horror Double Feature |
| Something Weird                        |                                             | USA                    | 1967 | Herschell Gordon Lewis | X       | -       | Die Filme             |
| Spellbinder                            | Spellbinder – Ein teuflischer Plan          | USA                    | 1988 | Janet Greek            | X       | X       | Die Filme             |
| Star Trek: The Motion Picture          | Star Trek: Der Film                         | USA                    | 1979 | Robert Wise            | X       | X       | Die Filme             |
| Star Trek V: The Final Frontier        | Star Trek V: Am Rande des Universums        | USA                    | 1989 | William Shatner        | X       | X       | Die Filme             |
| Stranded                               | Stranded – Gestrandet                       | USA                    | 1987 | Fleming B. Fuller      | X       | -       | Die Filme             |
| Them!                                  | Formicula                                   | USA                    | 1954 | Gordon Douglas         | X       | -       | Kings of the B’s      |
| John Carpenter’s They Live             | Sie leben                                   | USA                    | 1988 | John Carpenter         | X       | -       | Die Filme             |
| The Toxic Avenger Part II              | Atomic Hero 2                               | USA                    | 1989 | Lloyd Kaufman          | X       | X       | Die Filme             |
| Tormented                              | Der Turm der schreienden Frauen             | USA                    | 1960 | Bert I. Gordon         | X       | -       | Kings of the B’s      |
| War of the Colossal Beast              | Gigant des Grauens                          | USA                    | 1958 | Bert I. Gordon         | X       | X       | S.F. Double Feature   |
| The Wasp Woman                         | Die Wespenfrau                              | USA                    | 1959 | Roger Corman           | X       | X       | Mörderische Frauen    |
| White of the Eye                       | Das Auge des Killers                        | USA                    | 1987 | Donald Cammell         | X       | -       | Die Filme             |
| The Wizard of Speed and Time           | Magic Movie                                 | USA                    | 1989 | Mike Jittlov           | X       | -       | Die Filme             |
| World Gone Wild                        | Lost World – Die letzte Kolonie             | USA                    | 1988 | Lee H. Katzin          | X       | X       | Die Filme             |
| Shadow Dancing                         |                                             | USA                    | 1988 | Lewis Furey            | -       | X       | Die Filme             |